# Fehérfejű szaltator
A fehérfejű szaltator (Saltator albicollis)  a madarak osztályának verébalakúak (Passeriformes) rendjébe és a tangarafélék (Thraupidae) családjába tartozó faj. Besorolása vitatott, egyes szervezetek a kardinálispintyfélék (Cardinalidae) családjába sorolják az egész nemet.

## Rendszerezése
A fajt Louis Pierre Vieillot francia ornitológus írta le 1817-ben.

## Alfajai
- Saltator albicollis albicollis Vieillot, 1817
- Saltator albicollis guadelupensis Lafresnaye, 1844[2]

## Előfordulása
A Kis-Antillákhoz tartozó Dominikai Közösség, Guadeloupe, Martinique és Saint Lucia területén honos. Kóborlásai során eljut Saint Kitts és Nevis szigeteire is. Természetes élőhelyei a szubtrópusi és trópusi száraz erdők és bokrosok, valamint legelők, vidéki kertek és másodlagos erdők. Állandó, nem vonuló faj.

## Megjelenése
Testhossza 22 centiméter.

## Életmódja
Gyümölcsökkel, rügyekkel, virágokkal és szirmokkal táplálkozik, de fogyaszt rovarokat is.

## Természetvédelmi helyzete
Az elterjedési területe kicsi, egyedszáma pedig ismeretlen. A Természetvédelmi Világszövetség Vörös listáján nem fenyegetett fajként szerepel.